# Patrové interakce

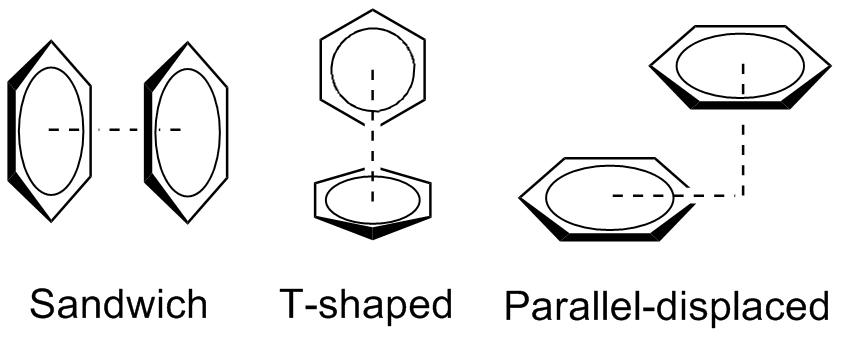
Tři možné typy patrových interakcí mezi dvěma molekulami benzenu

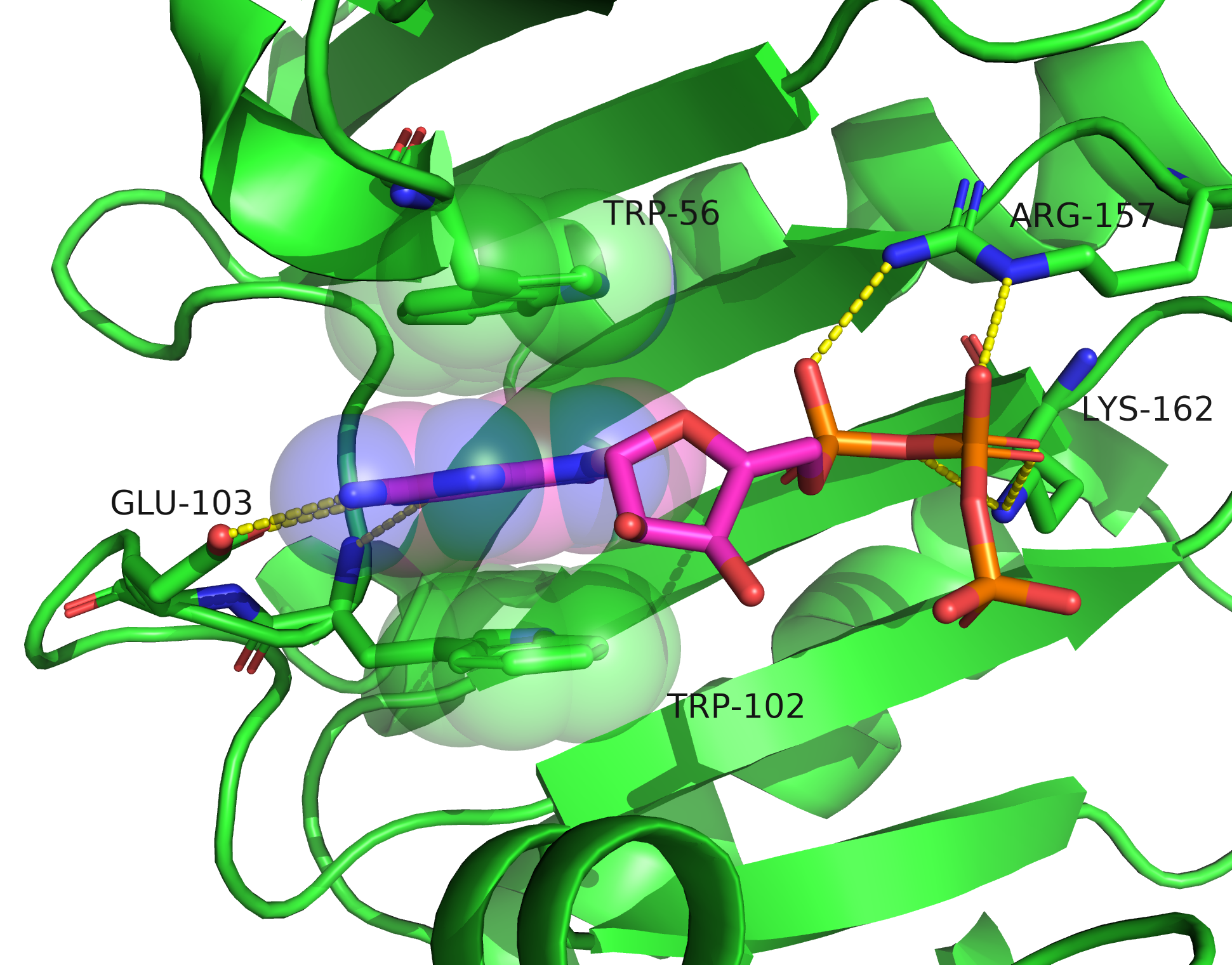
Eukaryotický iniciační faktor 4E rozeznává 5' čepičku chránící eukaryotní mRNA pomocí patrových interakcí (prostor zabíraný molekulami zobrazen jako průsvitná oblast), kterými dvě molekuly tryptofanu (TRP) mezi sebou sevřou 5' čepičku (magenta). Rozpoznání dále napomáhají vodíkové můstky (čárkovaně) a molekuly vody (nezobrazeno).

Patrové interakce (také π–π interakce nebo π–π stacking) jsou v chemii typem nekovalentní mezimolekulové interakce mezi aromatickými molekulami. Tento typ interakce je významný pro stabilizaci struktury DNA a RNA, skládání proteinů a v dalších biologických pochodech.
Vznik patrových interakcí v DNA a RNA umožňuje skutečnost, že báze jsou ve šroubovici umístěny "nad sebou", v patrech – odtud název. Tento typ interakce je pro stabilitu nukleových kyselin velmi významný, ale až pečlivé výpočty prokázaly, že v DNA a RNA je za větší stabilitu oblastí bohatých na GC páry oproti AT bohatým oblastem zodpovědná větší síla patrových interakcí mezi guaninem a cytosinem, a ne to, že guanin a cytosin dokáží mezi sebou tvořit tři vodíkové můstky a adenin a thymin pouze dva, což je široce rozšířené vysvětlení tohoto jevu.
Patrové interakce jsou významné i v případě struktury proteinů, u nichž mohou patrové interakce vytvářet aromatické aminokyseliny, a to buď mezi sebou, nebo spolu s různými kofaktory. Patrové interakce využívá například eukaryotický iniciační faktor 4E, který rozpoznává 5' konec mRNA, což je nezbytný krok iniciace translace většiny mRNA.

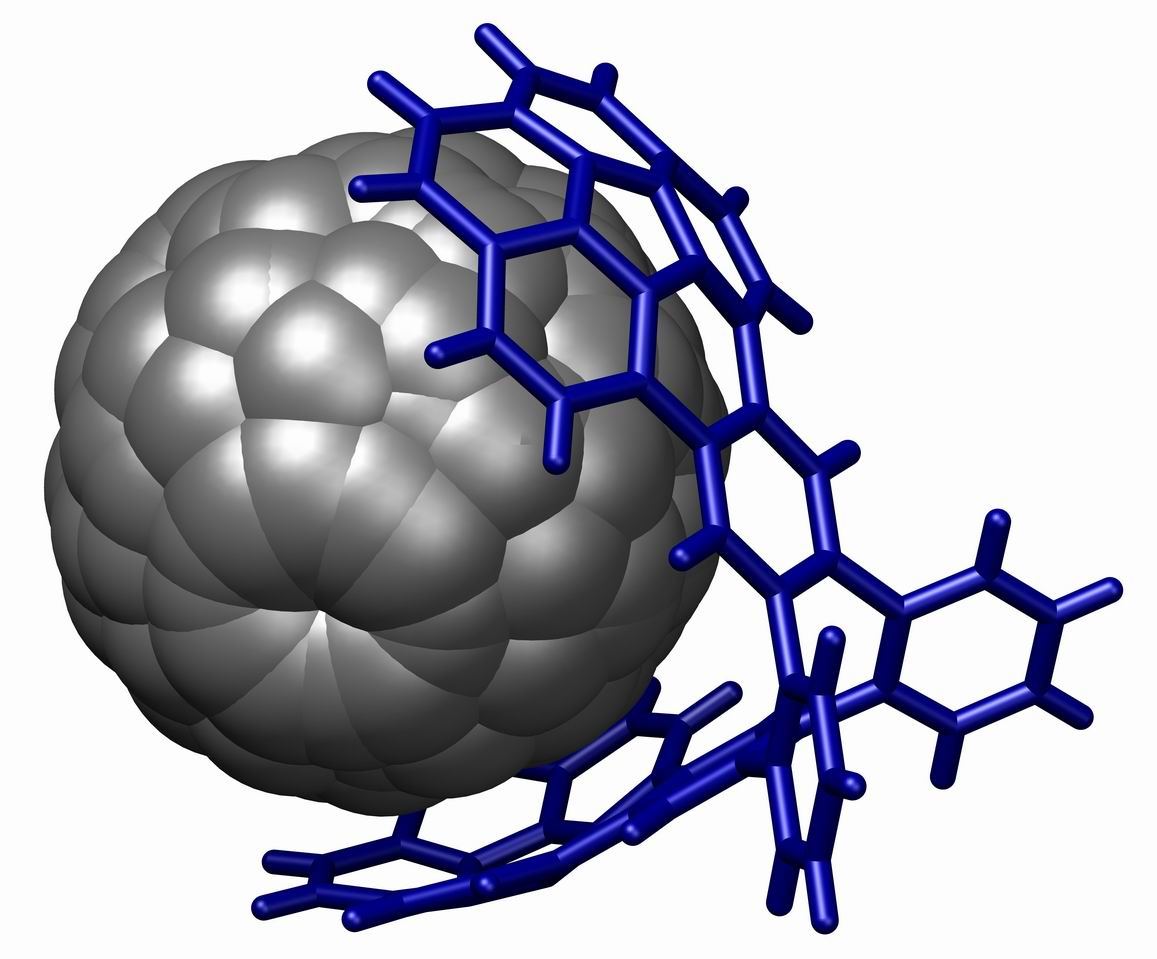
Příklad "molekulární pinzety", která pomocí patrových interakcí zachycuje molekulu fullerenu C_{60}.

V technice se využívají "molekulární pinzety" schopné pomocí patrových interakcí zachytit aromatické molekuly, jako jsou například fullereny.